# WQCS
WQCS ist eine Public Radio Station aus Fort Pierce, Florida. Als NPR-Partner versorgt die Station die Treasure Coast.
Die Station gehört dem Indian River State College und sendet vom Hauptcampus in Fort Pierce. Gesendet wird eine Mischung aus klassischer Musik und NPR-Sendungen. Programmchef ist Bryan Lane.
WQCS ging im März 1982 mit 3,2 kW auf Sendung und sendet mit 100 kW.